# Gartenbohne

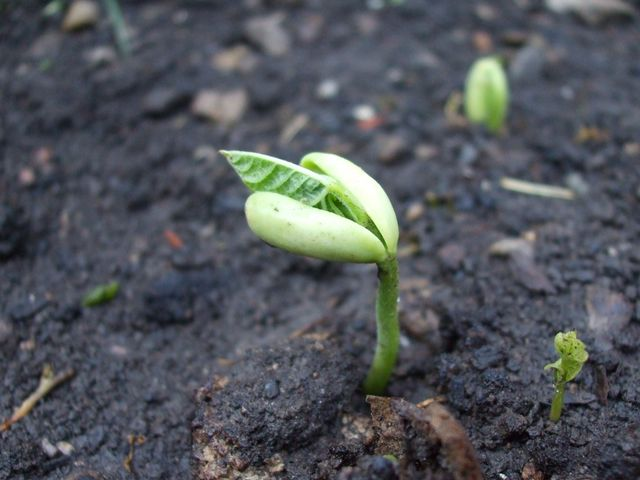
Frisch keimende Gartenbohne: epigäische Keimblätterspreizung

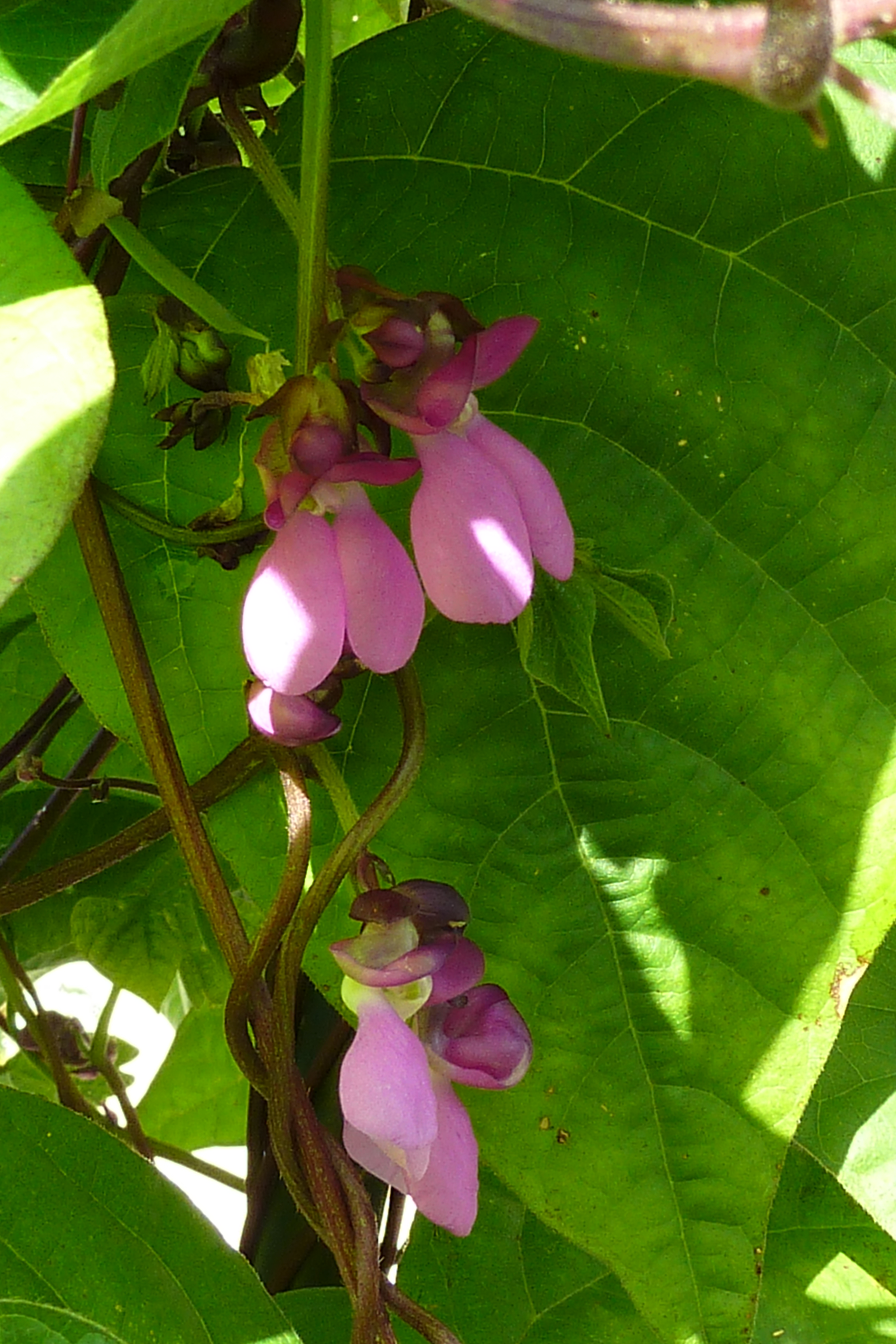
Zygomorphe Blüten

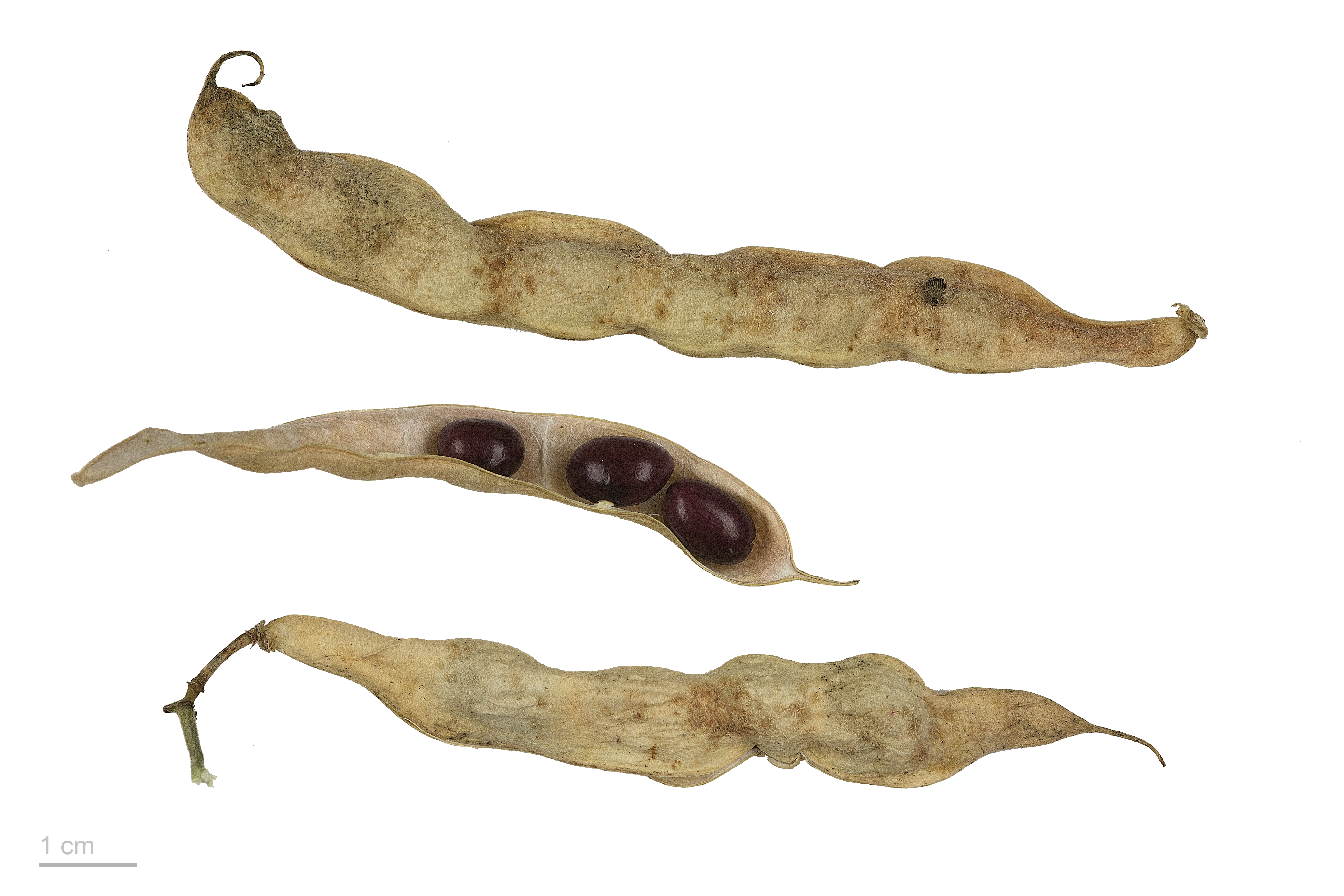
Trockene Hülsenfrüchte und Samen

Die Gartenbohne (Phaseolus vulgaris), auch Grüne Bohne, Schnittbohne oder österreichisch Fisole genannt, ist eine Pflanzenart aus der Gattung Phaseolus in der Unterfamilie der Schmetterlingsblütler (Faboideae). Sie ist in Deutschland fast immer mit dem Ausdruck „Bohne“ gemeint, der sich aber auch auf viele andere Nutzpflanzenarten beziehen kann. Je nach Wuchsform wird die Art auch als Buschbohne oder Stangenbohne bezeichnet.
Gartenbohnen gehören botanisch zu den Körnerleguminosen und nach landwirtschaftlichem Nutzen zu den Eiweißpflanzen. In den Tropen (vor allem in Mittel- und Südamerika) spielen Gartenbohnen aufgrund ihres hohen Proteingehaltes eine elementare Rolle für die Grundversorgung der Bevölkerung, da Maniok und Kochbananen nur einen geringen Eiweißgehalt aufweisen. Getrocknete Körnerleguminosen haben mit 23 % Roheiweißgehalt den zweithöchsten Proteinwert von Nahrungspflanzen nach den Sojabohnen. Gartenbohnen enthalten für den Menschen giftige Lektine (Phaseolin), die durch Kochen zerstört werden. Bohnen und Hülsen sind daher roh nur eingeschränkt genießbar.
Die Gartenbohne wurde durch den Verein zur Erhaltung der Nutzpflanzenvielfalt (VEN) zum Gemüse des Jahres 2004 gewählt.

## Beschreibung

### Vegetative Merkmale
Die Gartenbohne ist eine einjährige Pflanze. Die Blätter sind dreizählig, in ihren Achseln entspringen Seitentriebe. Von den zwei Varietäten wird die Stangenbohne zwei bis vier Meter hoch und windet sich als Linkswinder (von oben betrachtet gegen den Uhrzeigersinn) an Stützen nach oben. Die Buschbohne hat ein begrenztes Längenwachstum, windet nicht und wird nur 30 bis 60 cm hoch. Die Buschbohne beendet nach vier bis acht Internodien das Wachstum und bildet endständige Blütenstände.
Die Hauptwurzel ist schwach ausgeprägt. Von ihr zweigen viele Seitenwurzeln ab, die bis 30 cm lang werden. An den Seitenwurzeln sitzen die für die Leguminosen charakteristischen Wurzelknöllchen mit den stickstofffixierenden, symbiontischen Knöllchenbakterien der Art Rhizobium leguminosarum.
Gartenbohnen bilden unterschiedliche Wuchshabitus aus:
- determinate: buschbildend, begrenztes Wachstum, Vegetationspunkt endet am Hauptspross
- indeterminate: buschbildend, kurzer Hauptsproß, Terminalknospe des Hauptsproß bleibt vegetativ
- unbegrenzt wachsend, schwach windend, langer Hauptspross
- unbegrenzt wachsend, stark windend, abhängig von Standort und Tageslänge[4]

### Generative Merkmale
Die Blütezeit reicht von Juni bis September. Mehrere Blüten sind wechselständig in traubigen Blütenständen angeordnet. Die zwittrige Blüte ist zygomorph und fünfzählig mit doppelter Blütenhülle. Die Blütenkrone hat den typischen Aufbau einer Schmetterlingsblüte und ist 1 bis 2 Zentimeter lang.

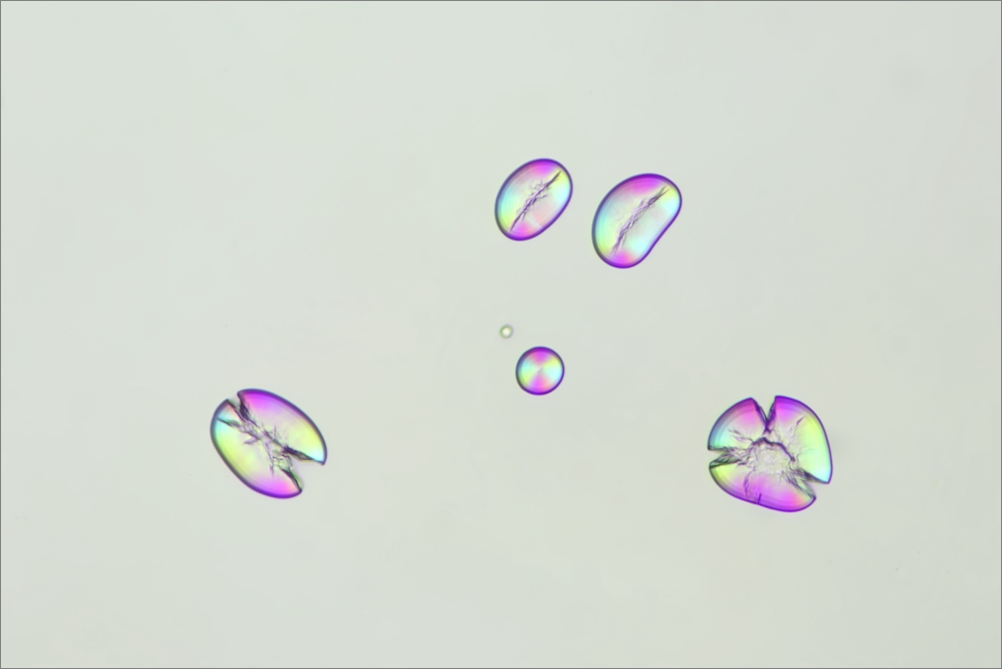
Stärkekörner des Bohnensamens mikroskopisch

Die Hülsenfrucht ist bei einer Länge von 5 bis 25 Zentimetern im Querschnitt flach oder rund und sehr variabel. Ihre Farbe kann grün, gelb, blau, violett-gestreift oder schwarz marmoriert sein. Die Samen sind unterschiedlich groß, ihre Farbe reicht von weiß, hellbraun bis dunkelbraun und weiß-rot gesprenkelt.
Die Chromosomenzahl beträgt 2n = 22.

## Ökologie
Die Wurzelknöllchen sind mit stickstoffbindenden Bakterien besiedelt.
Die Keimung verläuft epigäisch, die dicken Speicher-Keimblätter kommen aus dem Boden und entfalten sich, sterben aber, nach Auszehrung, recht schnell ab. Die Keimblätter dienen als Nährstoffspeicher. Sie entfalten sich über dem Boden, wobei sie ergrünen, man spricht von einer epigäischen Keimung. Der Keimspross ist relativ weit entwickelt, so dass sogar die ersten Laubblätter erkennbar sind.
Die Gartenbohne ist eine einjährige Kletterpflanze und ein Linkswinder. Die Schlafbewegungen der Laubblätter werden durch Schwankungen des Zellsaftes in den Blatt- und Fiedergelenken ermöglicht. Bei der Buschbohne beginnt die Schlafstellung, einem inneren Rhythmus folgend, um 6 Uhr abends. Morgens um 6 Uhr heben sich die Laubblätter wieder. Dies ist eine Anpassung an den äquatorialen, tropischen Kurztag ihrer Heimat. Die Abscheidung von Wassertröpfchen, Guttation genannt, erfolgt durch Drüsenhaare, sogenannte Hydathoden.
Die europäischen Sorten sind sämtlich tagneutral, die Zeit bis zur Blüte ist von der Wärmemenge abhängig.
Fremdbestäubung ist möglich, es herrscht jedoch Selbstbestäubung vor. In Mitteleuropa erfolgt die Bestäubung bereits vor Öffnung der Blüten. Die Blüten sind streng vormännliche „Pollen-Schmetterlingsblumen“ mit einer „Griffelbürsten-Klappeinrichtung“. Die Öffnung der Staubbeutel erfolgt schon in der Blütenknospe. Nur kräftige Hummeln können die Blüten öffnen. Auch Selbstbestäubung ist möglich.
Die Hülsenfrüchte bleiben bei den Kulturformen gewöhnlich geschlossen. Die Wildform ist ein Austrocknungsstreuer.
Das Tausendkorngewicht beträgt je nach Sorte zwischen 250 und 530 g. Die Samen sind stärkehaltig.

## Giftigkeit
Rohe Bohnen sind giftig. Ähnlich wirken auch Grüne Bohnen. Hauptwirkstoff ist das zu den Lektinen gehörende Toxalbumin Phasin. Phasin lässt Erythrocyten agglutinieren und regt die Mitose von Lymphocyten an.
- Phasin ruft Erbrechen, Durchfall und Absorptionsstörungen im Darm hervor. Es kann zu schweren, eventuell tödlichen hämorrhagischen Gasteroenteritiden führen, weiter zu tonischen Krämpfen, Schock, Hypokaliämie und als Folge davon zu Veränderungen im Elektrokardiogramm.

- Phasin wird durch Kochen zerstört. Mindestens zehn Minuten lang gekochte Bohnen sind unbedenklich.[7]

- Grüne Bohnen erzeugen bei Menschen, die dazu disponiert sind, eine Dermatitis, die als „Bohnenkrätze“ in Konservenfabriken bekannt ist.

## Kulturgeschichte

Die beiden ursprünglichen Domestikationszentren. Eines in Nord- und Mittelamerika, das andere in Südamerika entlang der Anden. Von dort verbreitete sich der Anbau über beide Kontinente, seit dem 16. Jahrhundert weltweit.

Die Gartenbohne ist nur in Kultur bekannt. Ihre wilde Stammform dürfte die in Südamerika heimische Phaseolus aborigineus sein. Die ältesten Funde der Gartenbohne stammen aus der Guitarrero-Höhle in Peru von etwa 6000 v. Chr. und aus Pichasca in Chile von etwa 2700 v. Chr. Die nächsten Funde stammen dann erst wieder aus der Zeit von 300 v. Chr. bis etwa Christi Geburt, der Zeit der mittelamerikanischen Hochkulturen. Die Funde sind sowohl Samen als auch Hülsen. Generell sind die Samen kleiner als die heutiger Sorten, aber wesentlich variabler in Form, Farbe und Muster.
In präkolumbischer Zeit verbreitete sich der Gartenbohnen-Anbau in den Amerikas sehr weit. Die Gartenbohne war neben Kürbis und Mais die wichtigste Nahrungspflanze (Milpa). Im Norden reichte der Anbau bis zum Sankt-Lorenz-Strom, von wo Jacques Cartier den Anbau beschrieb. Aus Florida beschrieb de Soto die Gartenbohne 1539, Lescarbot 1608 aus Maine. Alle frühen europäischen Autoren betonen auch die große Bedeutung der Bohnen für die Ernährung der Indianer. Bei den Inka war die Gartenbohne nach frühen spanischen Berichten (Inca Garcilaso de la Vega) die Nahrung der unteren Bevölkerungsschichten, während die Oberschicht die Mondbohne (Phaseolus lunatus) bevorzugte.
Während die nord- und mittelamerikanischen Wildsippen ebenfalls zu Phaseolus vulgaris gestellt werden, werden die wilden Verwandten in Südamerika zu Phaseolus aborigineus gestellt. Die nord- und mittelamerikanischen Wildsippen werden als eingeschleppt interpretiert.
Nach Europa gelangte die Gartenbohne im 16. Jahrhundert. Die älteste Abbildung aus Deutschland stammt aus dem lateinischen Kräuterbuch (Historia stirpium) von Leonhart Fuchs 1542 Seite 708, der sie als „Welsch Bonen“ (Smilax hortensis) bezeichnet. Weitere frühe Erwähnungen stammen von Georg Oelinger (1553) und Kaspar Bauhin. In Europa verdrängte sie die bis dahin angebauten Bohnen, die Ackerbohne und die Kuhbohne. Die lateinische und auch noch mittelalterliche Bezeichnung für die Kuhbohne (fasiolum, faseolum, phaseolum) ging nun auf die neue, vorherrschende Gartenbohne über.

## Taxonomie
Die Gartenbohne wurde 1753 von Carl von Linné in Species Plantarum Band 2, Seite 723 als Phaseolus vulgaris erstbeschrieben.

## Zucht

### Genetische Vielfalt und Zuchtziele

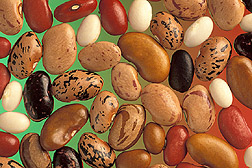
Eine Auswahl an Farben und Formen bei Gartenbohnen-Sorten

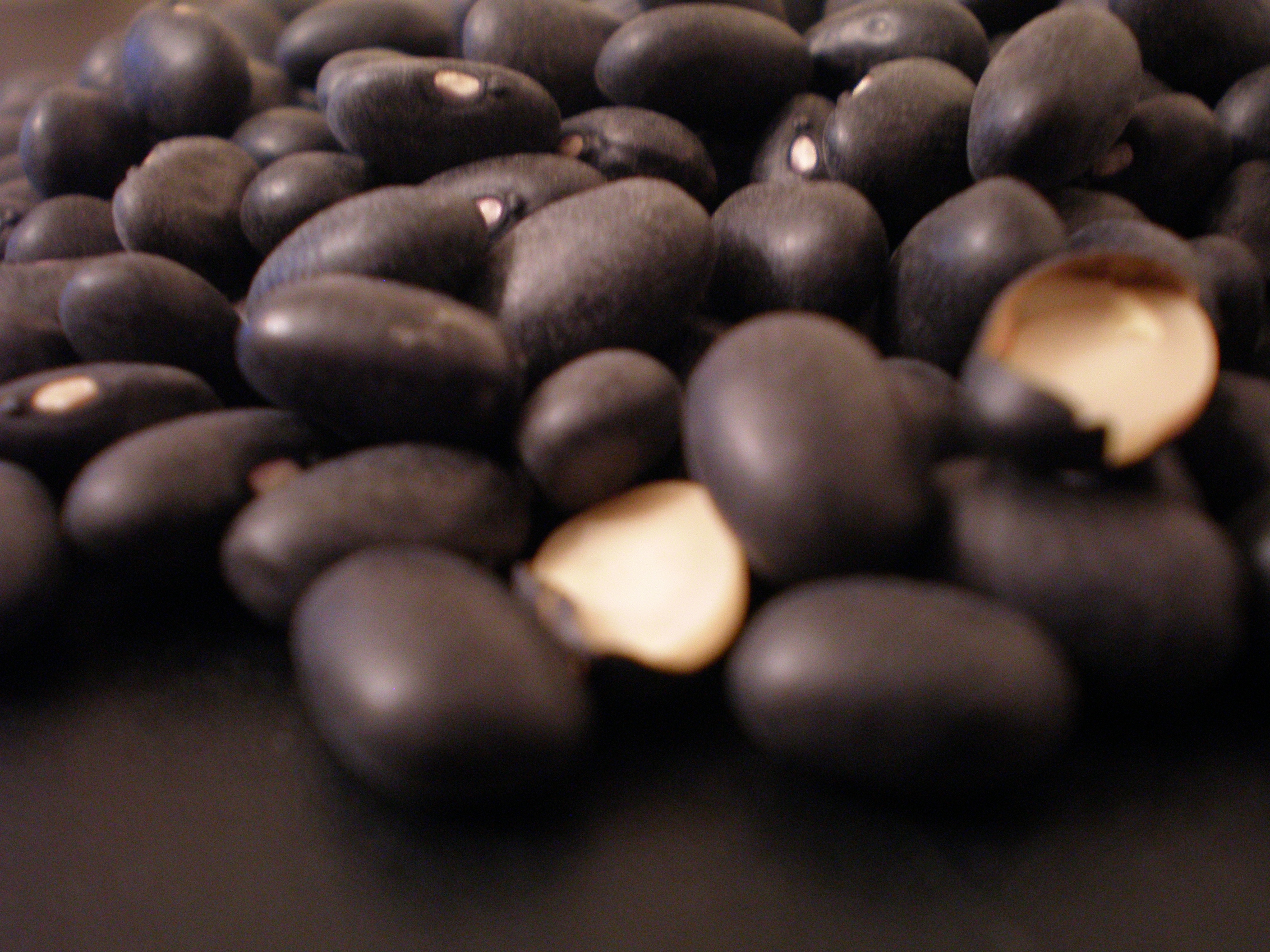
Schwarze Bohnen

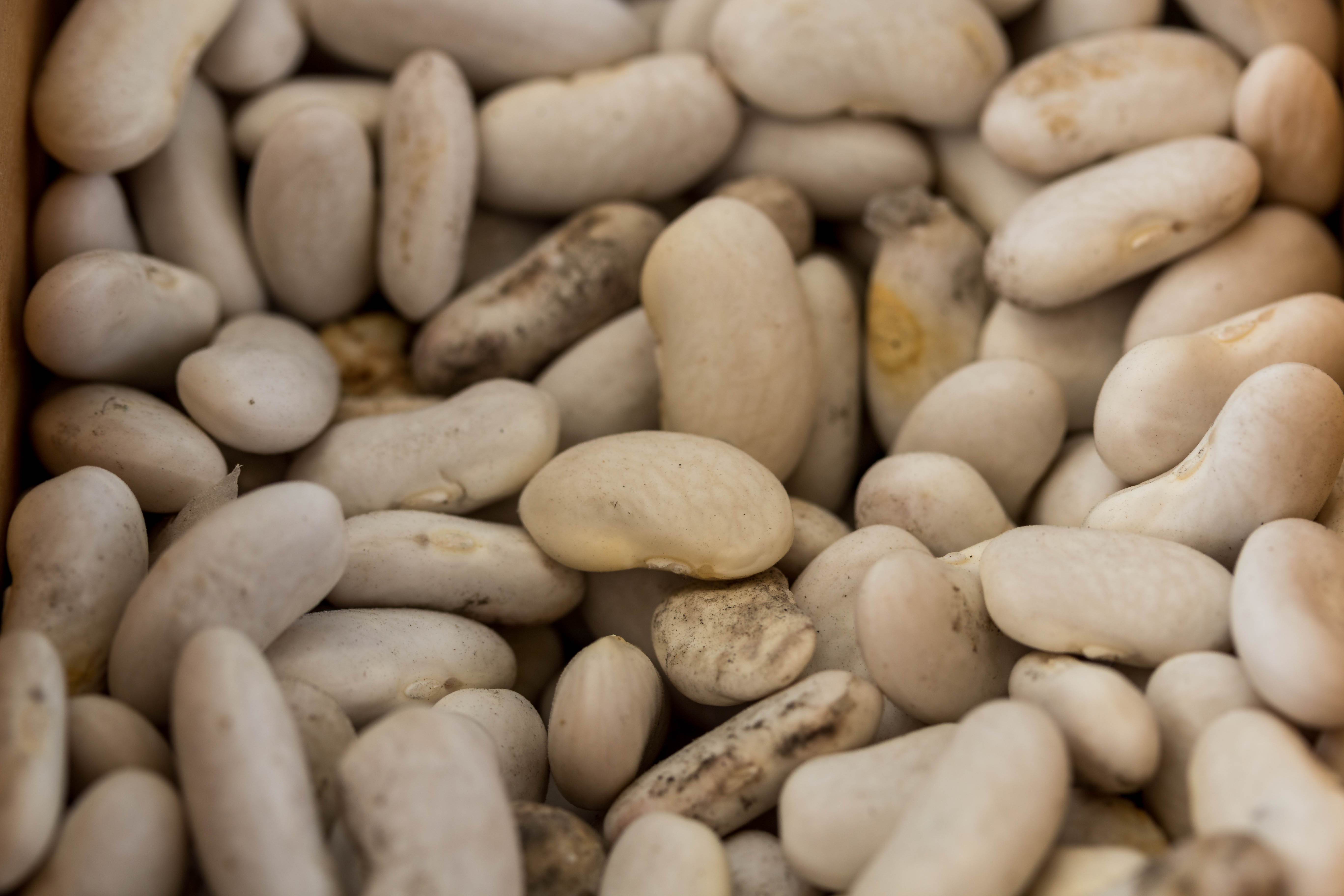
Weiße Bohnen

Infolge der Domestikation der Bohne vor 7000 oder 8000 Jahren hauptsächlich im Hochland von Mexiko ist sie heute weltweit eine bedeutende Nutzpflanze für eine Reihe von Klimazonen und unterschiedlichen Landnutzungssystemen. Im Laufe der ersten Domestikationsphase und der folgenden Evolution (Inkulturnahme, Selektion, Migration und genetischer Drift) veränderten sich die morphologischen, physiologischen und genetischen Eigenschaften der heutigen Bohnensorten. Als Anpassung auf die unterschiedlichsten geographischen Lagen und Klimazonen bildete sich eine große genetische Variabilität an Stämmen von Rhizobium phaseoli und die unterschiedlichsten Krankheiten und Schädlinge aus.
Bohnen liefern durch die Hybridisierung der einzelnen Genotypen eine noch höhere genetische Variabilität, was die pflanzenphysiologische Grundlagenforschung und Züchtungsarbeit sehr erleichtert.
Bei Bohnen unterscheidet man nach ihrer genetischen Herkunft den andinen (andines Hochland von Peru und Bolivien) und den mesoamerikanischen (Mexiko und Mittelamerika) Genpool. In beiden Genzentren wurden unterschiedliche Bohnengenotypen für die lokalen Boden- und Klimaverhältnisse entwickelt.
Die Wildform von P. vulgaris wurde erstmals entlang dem Andenbogen von Argentinien bis Kolumbien domestiziert. Bohnen sind neben den Kürbissen die ältesten angebauten Nutzpflanzen Amerikas und gehören noch heute zu den wichtigsten Pflanzenkulturen der kleinbäuerlichen Subsistenzlandwirtschaft in Lateinamerika und Afrika.
In der Saatgutbank des CIAT (IBN – International Bean Germplasm Nursery) werden über 10.000 unterschiedliche Bohnenherkünfte mit den unterschiedlichsten Resistenzgenen konserviert, davon sind allein 2.000 Genotypen aus Ruanda, Burundi, Honduras und Chile.
Zu den Hauptzielen in der Pflanzenzüchtung gehört die qualitative Verbesserung von Inhaltsstoffen (z. B. Aminosäuremuster), der ökophysiologischen Anpassung und Ertragsstabilität für suboptimale Standorte (z. B. abiotischer Stress wie Trockentoleranz, Bodenazidität etc.) und Resistenzzüchtung gegen Krankheiten und Schädlinge. Genetische Untersuchungen verschiedener Bohnenlinien haben ergeben, dass insbesondere für die qualitative Verbesserung noch ein großes züchterisches Potential vorhanden ist.
Exportpflanzen und Marktfrüchte (Cash Crops) wie Getreide und Sojabohnen als Ölsaat liefern immer noch den höchsten Anteil der pflanzlichen Roheiweißproduktion und wurden traditionell züchterisch intensiver bearbeitet als Eiweißpflanzen wie die Körnerleguminosen. Auch blieb das Anbaugebiet der Bohnen von 1972 bis 1981 noch weitgehend konstant.

### Sorten
Es gibt Tausende von Sorten. Für den Anbau unterteilt man nach der Nutzung in:
- Filetbohnen, Sorten mit fleischiger Hülse, die vorwiegend als Grüne Bohnen mit noch grüner Hülse geerntet und genutzt werden,
- Kernbohnen oder Trockenkochbohnen, bei denen die Nutzung der Samen (genannt Bohnenkerne) im Vordergrund steht und
- Zwiebohnen, Sorten, die je nach Erntezeitpunkt sowohl zur Gewinnung grüner Hülsen als auch zur Ernte von Bohnenkernen nutzbar sind.

Wachsbohnen sind Filetbohnen mit gelben Hülsen; Perlbohnen sind meist kleinsamige Bohnen, bei denen die rundlichen Samen in der Hülse hervortreten und wie eine Perlenkette aufgereiht aussehen. Prinzessbohnen sind besonders jung geerntete und daher feinere Filetbohnen. 

Außerhalb der Saison werden aus verschiedenen afrikanischen Ländern teils mit Luftfracht importierte Filetbohnen als Keniabohnen vermarktet. 

In Deutschland verbreitete Sorten sind bei Filetbohnen: Neckarkönigin, Saxa, Delinel, Blauhilde; bei Wachsbohnen: Beste von allen, Neckargold; als Zwiebohne: Feuerzunge.

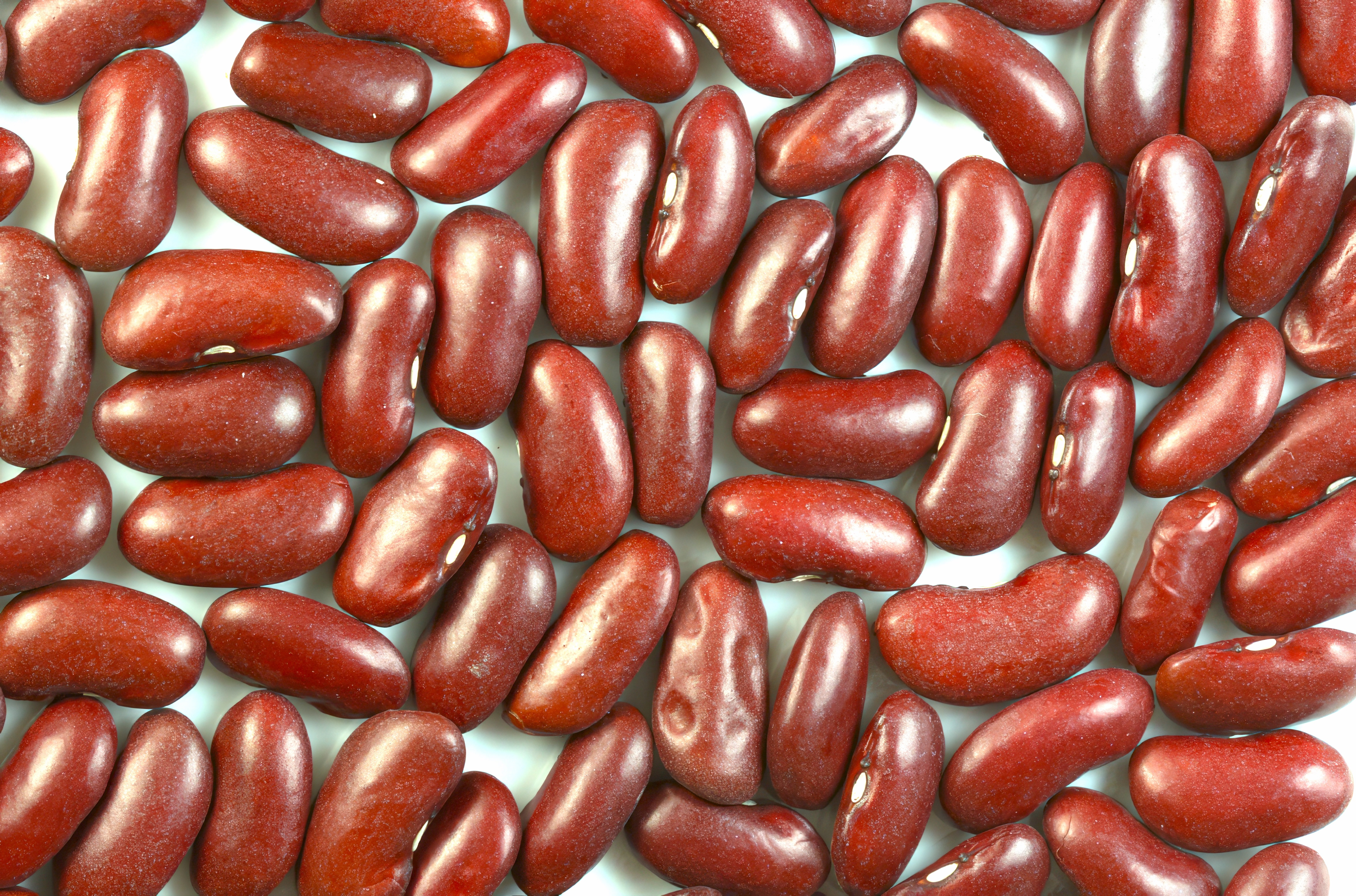
Kidney-Bohnen

Kidney-Bohne ist ursprünglich nur ein anderer Name für die Gartenbohne, bezeichnet heute aber auch bestimmte rotsamige Sorten. Der Ausdruck Kidney-Bean (zu deutsch: „Nieren-Bohne“) wurde im 19. Jahrhundert im englischen Sprachraum noch für alle Vertreter der Gattung Phaseolus gebraucht, in Abgrenzung zu den heute als Ackerbohne bezeichneten Bohnen. Ausschlaggebend war die ausgeprägte Nierenform der Samen.
Zwar ist die Bezeichnung im englischen Sprachraum auch heute noch für die Gartenbohne als Art in Gebrauch, wird aber umgangssprachlich vor allem für die großen, roten Samen der Gartenbohne gebraucht. Sorten der Kidneybohne, großsamig, rot bis rosa: Red Kidney, Redkloud, Diacol-Calima.

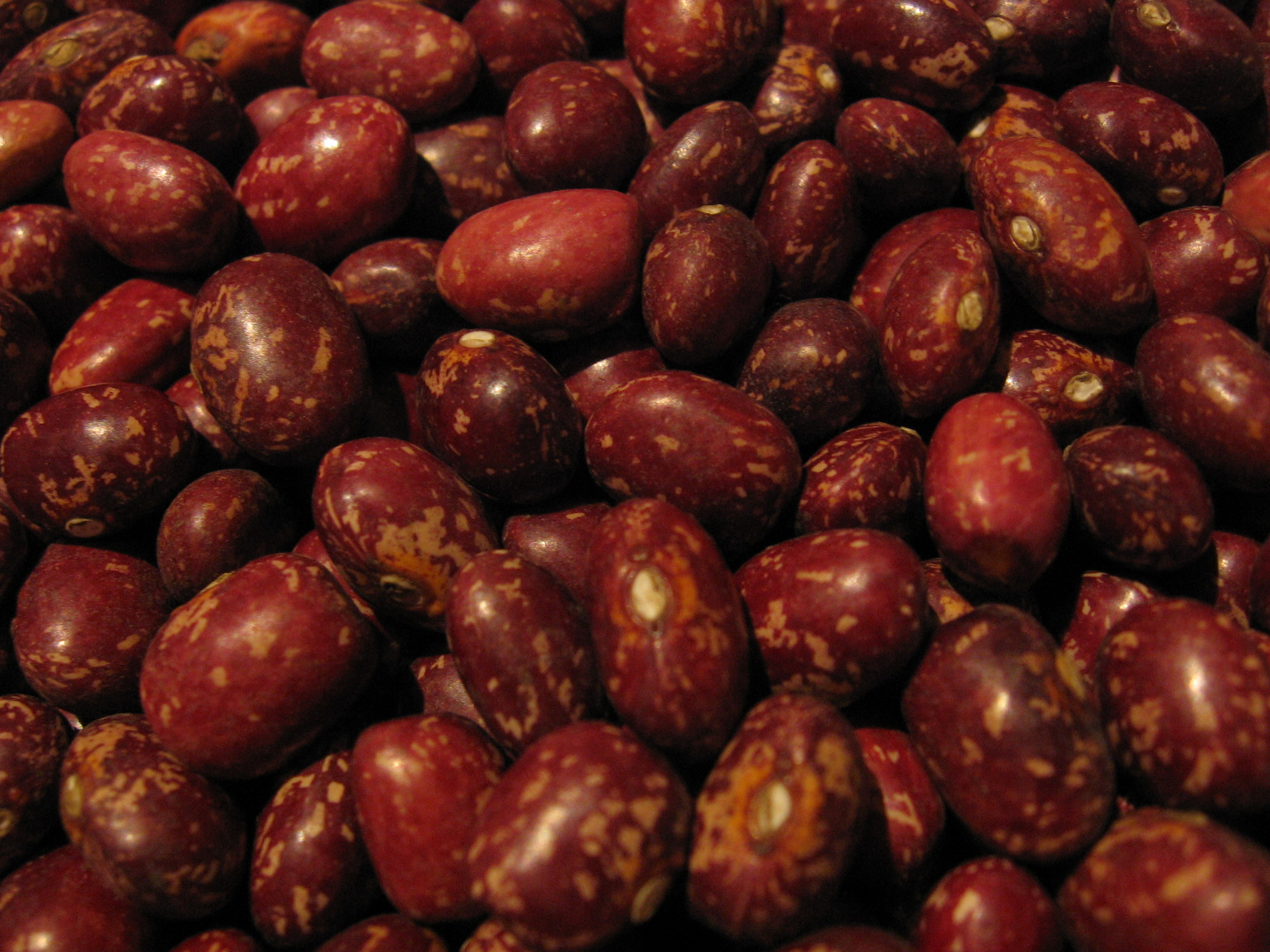
Pintobohne

Die Pintobohne (Spanisch: frijol pinto) ist rot-braun gesprenkelt mit beigefarbenem Grundton – die Farbgebung ähnelt einem Wachtelei, darum wird sie auch Wachtelbohne genannt. Es ist die in den USA und im Nordwesten von Mexiko am häufigsten verwendete Varietät der Gartenbohne. Die Pintobohne wird im Aufweichwasser gekocht, püriert und teilweise frittiert. Ganz oder püriert wird sie oft als Füllung für Burritos verwendet. Im Südwesten der USA wird die Pintobohne als wichtiges Symbol der regionalen Identität angesehen, insbesondere bei den mexikanischstämmigen Einwohnern. Zusammen mit der Chilifrucht ist sie die offizielle Gemüsesorte des Bundesstaates New Mexico. Sorten der Pintobohne sind: Sierra, Burke, Othello, Maverick.
Weitere handelsübliche Bohnensorten von überregionaler Bedeutung sind:
- großsamig, weiß: ‘Alubia’, ‘Cristal’
- kleinsamig, schwarz: ‘Rio Tibagi’, ‘Porrillo sintético’, ‘ICA-Pijao’
- kleinsamig, weiß: ‘Arroz’, ‘California’, ‘White’, ‘Sanilac’[18]

Eine neue, mit traditionellen Methoden gezüchtete Sorte ‘Prim Beans’ ist arm an Tanninen und führt kaum mehr zu Blähungen.

## Anbau

### Ökophysiologie

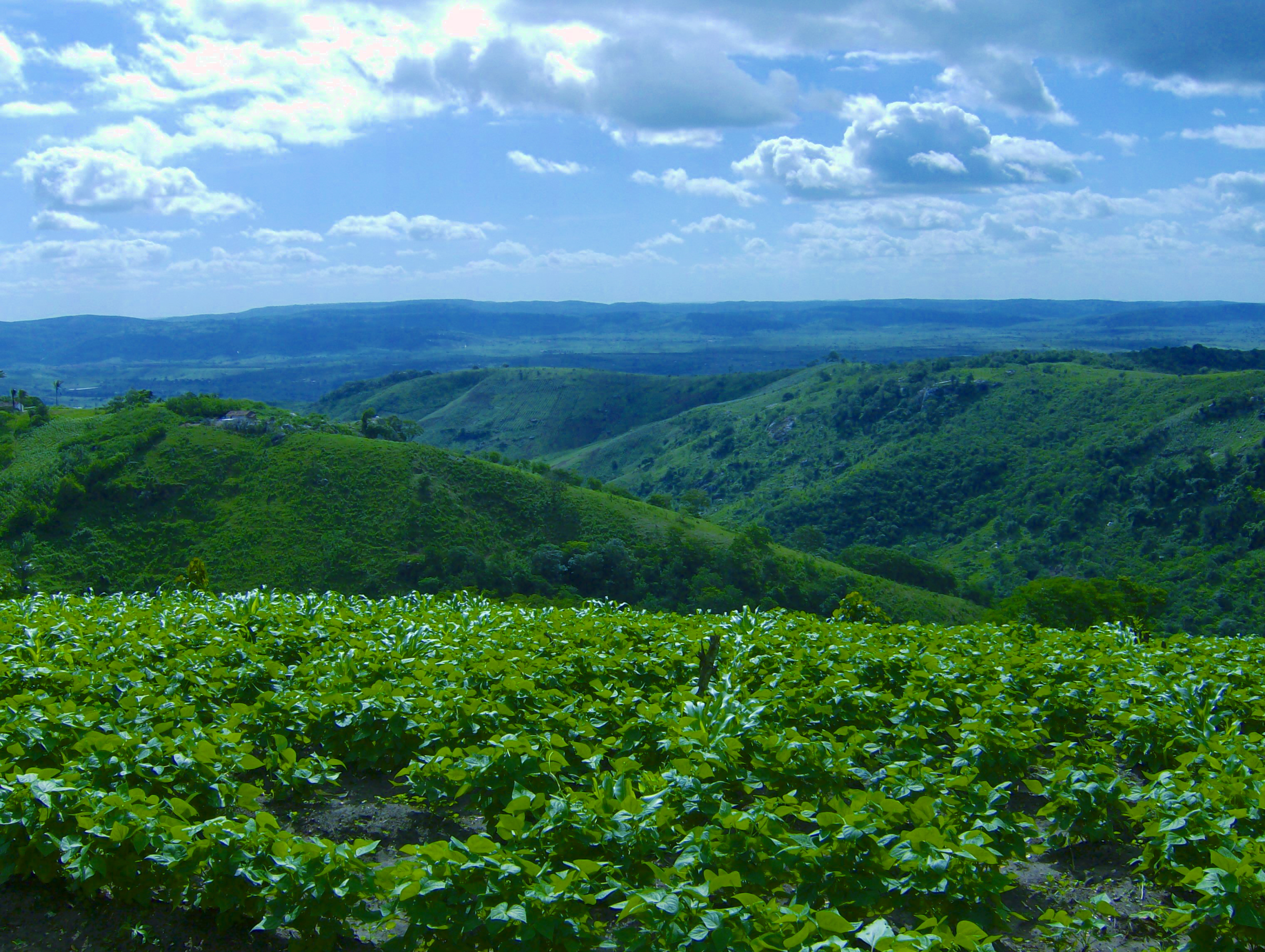
Bohnenanbau in Belém/Paraíba, Brasilien

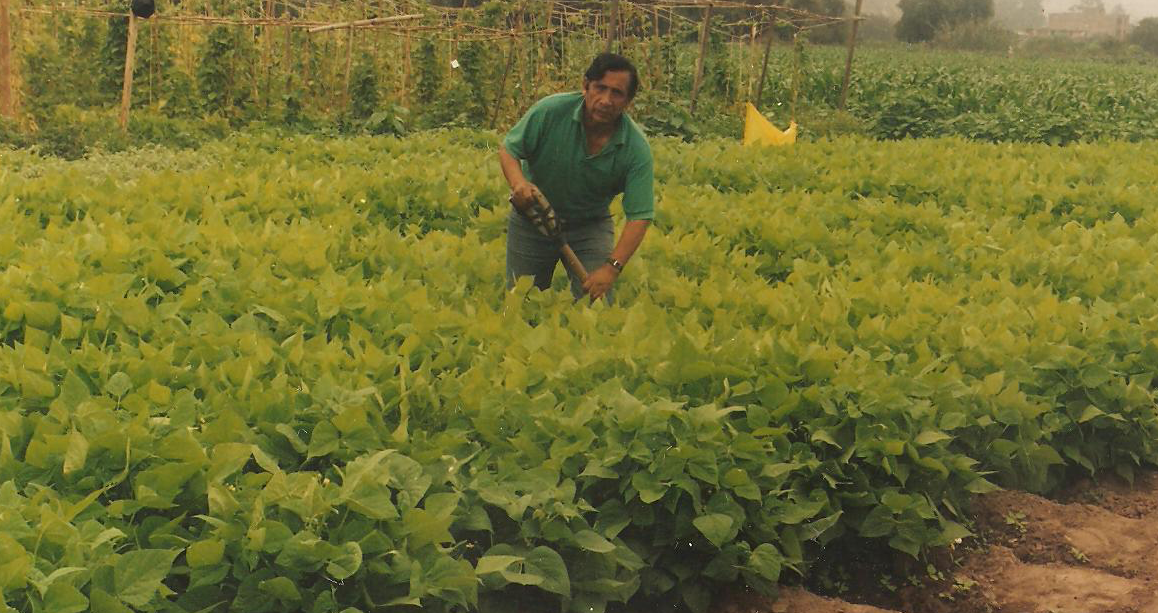
Bohnenfeld

Bohnen als „plastische“ Pflanzen sind an die verschiedensten Klimata und ökologischen Bedingungen angepasst.
Nur wenige Pflanzen zeigen eine derart große Mannigfaltigkeit an Anpassungsmechanismen an unterschiedlichen Standorten sowie Wuchstypen und Vegetationslängen.
Phaseolus vulgaris wächst am besten in Regionen mit einer durchschnittlichen Temperatur von 18 bis 30 °C während der Wachstumsperiode. Möglichst gleichmäßig verteilte Niederschläge und relativ kühle Nächte unter 20 °C begünstigen Wachstum und Samenertrag. Im kühlen und niederschlagsarmen Hochland wird der Anbau von großsamigen Sorten bevorzugt, da durch eine rasche und tiefgründige Wurzelentwicklung ein größeres Bodenvolumen erschlossen wird und unerwartete und kurze Trockenperioden somit überbrückt werden können.
Trockenperioden, die länger als zwei Wochen dauern, können die Bohnen in den Tropen, insbesondere während der Blüte, nachhaltig schädigen und es kommt zu Ertragsreduktionen. In den humiden Tropen auf schlecht drainierten Standorten sind wiederum Sorten mit einem flacheren Wurzelwerk von Vorteil, um teilweise auch Staunässe auszuhalten. Starke Niederschläge verbunden mit einer hohen Luftfeuchtigkeit können das Entstehen zahlreicher Pilzkrankheiten begünstigen. Die meisten handelsüblichen Bohnensorten sind im Vergleich zur Sojabohne tagneutral, das bedeutet, die Photoperiode Kurztag/Langtag hat keinen nachweislichen Einfluss auf die Blühinduktion.
Geeignet sind Böden mit einem mittleren pH-Wert zwischen 4,5 und 8,0. Auf sauren Böden treten Mangelerscheinungen wie Phosphormangel auf, dabei kann Phosphor nicht mehr in ausreichenden Mengen von der Wurzel aufgenommen werden. Gelöste Metalle wie Aluminium und Mangan können zu toxischen Symptomen führen. Stark ertragsreiche Bohnensorten werden nur unzureichend durch die N-Fixierung versorgt, hier muss mit Stickstoff (bis ca. 10 kg N/ha) nachgedüngt werden.

### Anbaumethoden und Produktionsverfahren
In Lateinamerika und Afrika finden sie ihre häufigste Verwendung in kleinbäuerlichen Mischkulturen zusammen mit Mais oder Kaffee. Der Anbau der Bohnen erfolgt entweder gleichzeitig mit der Aussaat des Maises oder zeitlich versetzt, um sich die Wechselwirkungen der Stickstoff-Fixierung zunutze zu machen. Eine insbesondere von der indigenen Bevölkerung Mexikos und der USA genutzte Anbaumethode, bei der die drei Feldfrüchte Kürbis, Mais und Bohnen zusammen angebaut werden, wird als Drei Schwestern bezeichnet. In Kaffeeplantagen Kolumbiens wurden Bohnen angebaut, um die Grundnahrungsversorgung der Pflücker zu sichern. Der Grund dafür, dass Bohnen selten in größeren Kulturen angebaut werden, liegt an ihrer hohen Anfälligkeit für Krankheiten und Schädlinge, geringen und instabilen Erträgen, hohe Marktpreisfluktuationen und lokale Präferenzen eines ganz bestimmten Samentyps. Das semiaride Hochland Mexikos ist das größte zusammenhängende Bohnenanbaugebiet der Welt. Obwohl andere Nutzpflanzen mit höheren Deckungsbeiträgen wie Mais die Bohnen dort vielerorts verdrängt haben, sind in dieser Zone mit geringen und unregelmäßigen Niederschlägen, lokale Bohnen-Landsorten mit die beste Option der Landnutzung. In Brasilien werden Bohnen in allen Bundesstaaten angebaut, wobei die fruchtbarsten und ertragsfähigsten Böden meist mit profitablen Sojabohnen bepflanzt werden und Bohnen mehr und mehr auf ungünstigere und weniger produktive Standorte verdrängt werden. Diese Verschiebung auf die Marginalböden führt zu neuen Risiken wie dem Goldenen Mosaikvirus und Ertragsausfällen durch Trockenheit und geringer Bodenfertilität.
Die Saattiefe beträgt meist nicht mehr als 2,5 cm, um ein rasches Wachstum zu beschleunigen. Der Boden wird vorher grundbearbeitet, soll abgesetzt, mindestens 25 cm tief sein und einen geringen Bestand an Unkräutern (korrekte Bezeichnung Ackerwildpflanzen oder Ackersegetalflora) haben, um die Bohnen einem möglichst geringen Konkurrenzdruck durch andere Pflanzen auszusetzen. In den Tropen wird nach Möglichkeit am Anfang der Regenzeit ausgesät, um während der gesamten Vegetationsperiode ausreichende Niederschläge zu erhalten, hingegen in den gemäßigten Breiten erst, wenn keine Nachtfröste mehr zu erwarten sind und die durchschnittliche Temperatur über 12 °C liegt.
Im Bohnenanbau finden Herbizide wie Alachlor, Fluordifen und Metolachlor im Vorauflauf (vor der Saat) und Bentazon im Nachauflauf (nach der Saat) Verwendung.
Um hohe Samenerträge zu erreichen, wird mit Stickstoff gedüngt, um das vegetative Wachstum und einen hohen Blattflächenindex anzuregen. Phosphorarme tropische Böden erfordern außerdem zusätzliche P-Gaben, da Phosphate beispielsweise in Ultisolen und Oxisolen fest fixiert werden. Kommt eine Mineraldüngung aus Kostengründen nicht in Frage, so kann die Bodenbiologie durch Gründüngung und Mulchwirtschaft nachhaltig verbessert werden. Die verschiedenen Rhizobienstämme sind hochspezialisiert auf den jeweiligen Bohnen-Genotyp angepasst und finden ihr Optimum bei einer ausreichenden Versorgung mit Spurenelementen wie Kalzium, Molybdän, Kobalt, Eisen und Kupfer, einer Bodentemperatur nicht über 32 °C und eine hohe Assimilatversorgung durch die Pflanze.
Auf schattenarmen Standorten mit starker Sonneneinstrahlung verhindert ein dichter, geschlossener Pflanzenbestand die übermäßige Bodenerhitzung und Schädigung der Rhizobien.
Erntereif sind die Bohnen bei einem Wassergehalt von etwa 18 %, die Hülsen müssen dabei trocken und dreschfähig sein.

### Wirtschaftliche Bedeutung
Die größten Bohnenproduzenten weltweit
2022 wurden laut der Ernährungs- und Landwirtschaftsorganisation FAO weltweit etwa 23 Millionen Tonnen grüne Bohnen und 27,5 Millionen Tonnen trockene Bohnen geerntet.
Folgende Tabellen (2020) geben eine Übersicht über die 10 jeweils größten Produzenten von grünen und trockenen Bohnen weltweit.
| Grüne Bohnen        | Tonnen     |
| ------------------- | ---------- |
| Volksrepublik China | 17.964.222 |
| Indonesien          | 889.495    |
| Indien              | 643.820    |
| Türkei              | 547.349    |
| Frankreich          | 394.410    |
| Thailand            | 299.907    |
| Ägypten             | 264.959    |
| Marokko             | 232.078    |
| Bangladesch         | 198.145    |
| Sri Lanka           | 179.254    |
| Welt                | 23.276.716 |

| Trockene Bohnen     | Tonnen     |
| ------------------- | ---------- |
| Indien              | 5.460.000  |
| Myanmar             | 3.053.012  |
| Brasilien           | 3.035.290  |
| Vereinigte Staaten  | 1.495.180  |
| Volksrepublik China | 1.281.586  |
| Tansania            | 1.267.684  |
| Mexiko              | 1.056.071  |
| Kenia               | 774.366    |
| Argentinien         | 633.823    |
| Uganda              | 608.980    |
| Welt                | 27.545.942 |

2020 lagen die Erntemengen für grüne Bohnen in Deutschland bei 41.360 t, in der Schweiz bei 10.545 t und in Österreich bei 6.770 t.

## Nutzung
Alle Bohnen der Gruppe Phaseolus sind roh giftig. Erst das Erhitzen (in Kochwasser) auf mehr als 70 °C zersetzt das Gift Lectin (Phasin, ein Samenglykoprotein). Sie werden für Bohnensalate, Bohnensuppen oder -eintöpfe verwendet.

### Unreife Hülsen
In Europa, Nordafrika und Vorderasien werden die noch nicht ausgereiften Hülsen der Gartenbohnen vielfach als Gemüse gegessen (Grüne Bohnen, gelbe Wachsbohnen), ein bekanntes deutsches Gericht daraus sind Saure Bohnen und Bohnensalat aus grünen Bohnen. Getrocknet erhält man die in der Schweiz verbreiteten Dörrbohnen. Grüne Bohnen können auch Bestandteil von Gemüseeintöpfen sein.

### Getrocknete Bohnen
Die reifen, trockenen Bohnen sind ein viel genutztes Grundnahrungsmittel, das sich leicht und lange lagern lässt. Die vergleichsweise billigen Bohnen decken als Grundnahrungsmittel in vielen Ländern einen Großteil der Eiweißversorgung der ärmeren Bevölkerungsschichten.
Bohnen werden in vielen regionalen Varianten als Suppen- und Eintopfzutat verwendet, beispielsweise im Bohneneintopf der deutschen Küche, in der serbischen Bohnensuppe, in der italienischen Minestrone und in Baked Beans, die auch in Konservendosen gehandelt werden. In Frankreich gibt es Cassoulet, in Spanien Fabada. Bohnen sind Grundbestandteil des brasilianischen Nationalgerichts „Feijoada“ und können je nach Region ein Bestandteil von Chili con Carne sein. Das indische Dal ist ein Gericht, das aus den verschiedensten Hülsenfrüchten hergestellt wird, wovon Rajma Dal eine Variante aus roten Gartenbohnen ist. Gallo Pinto ist ein Gericht aus Bohnen und Reis.

### Flageolettbohnen
Im Reifegrad zwischen den „Grünen Bohnen“ und der „Trockenkochbohne“ oder „Körnerbohne“ liegen die Flageolettbohnen, bei denen die noch unreifen, weißen Kerne geerntet werden, wenn die Hülsen eine lederartige Reife haben. Sie gelten als Delikatesse und sind nur saisonal erhältlich.

### Bohnenblätter
Vor allem im Balkan werden die Bohnenblätter zur Beseitigung von Bettwanzen genutzt. Sie werden abends großzügig um das gesamte Bett gestreut. Die Bettwanzen verfangen sich in den feinen Haaren der Blätter und können am nächsten Morgen mit den Blättern aufgesammelt werden.

### Ernährungsphysiologie

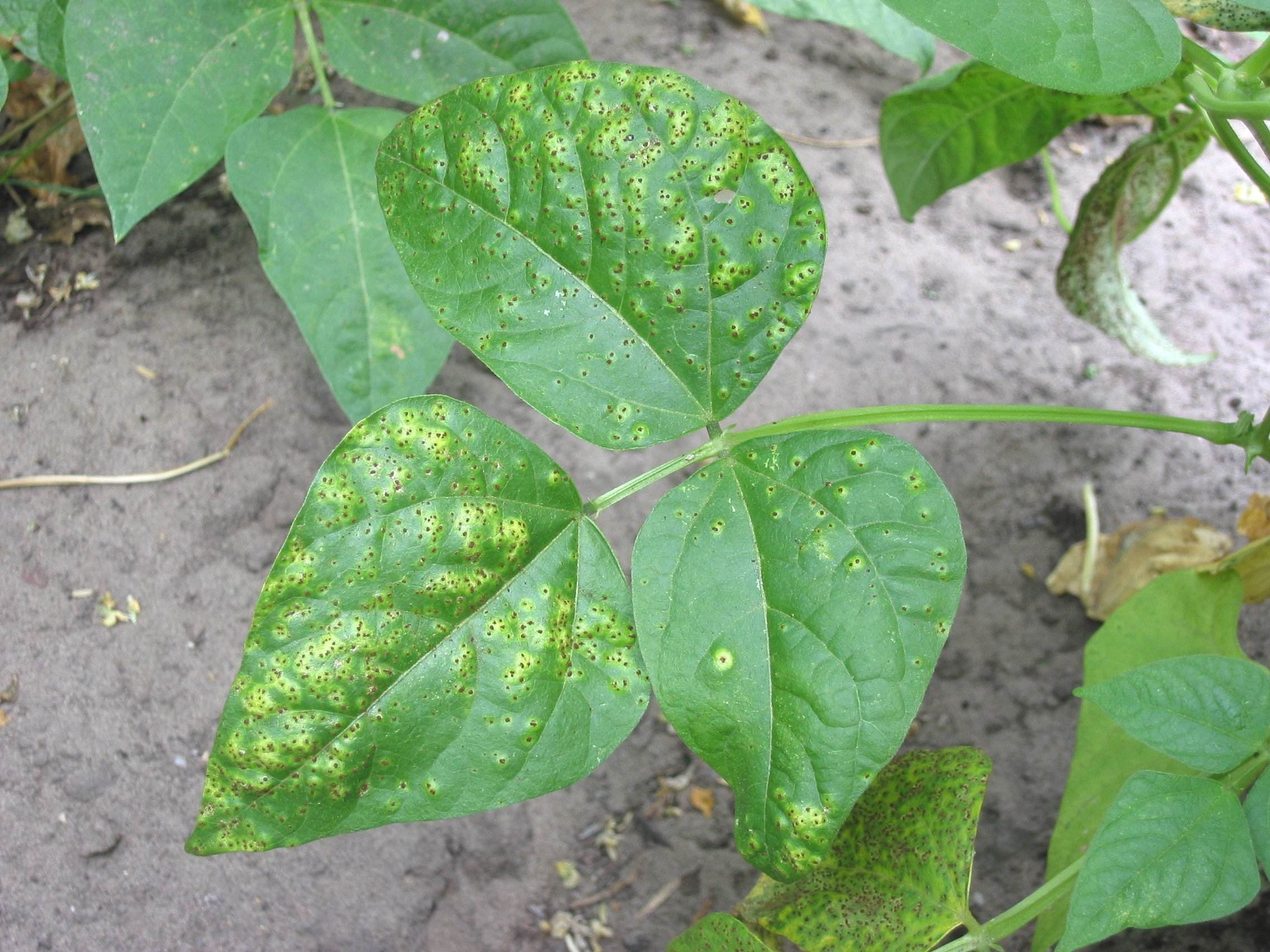
Befall mit Bohnenrost

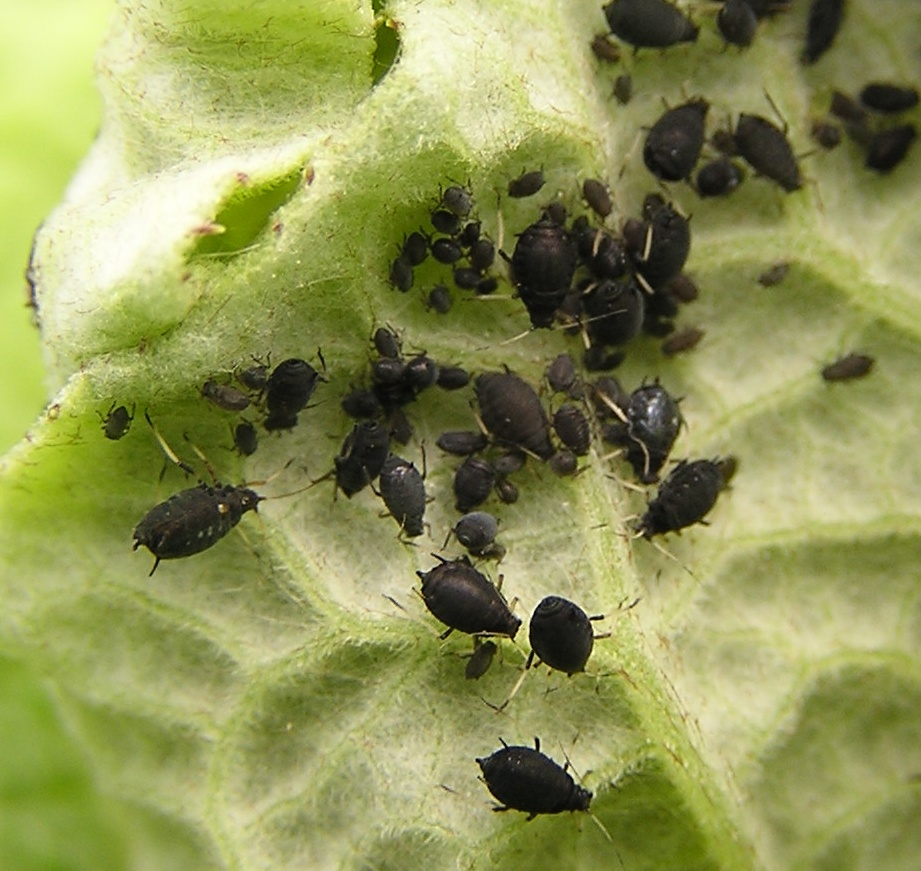
Schwarze Bohnenblattlaus

Die Samen der Gartenbohne haben einen hohen Proteingehalt und enthalten eine Reihe von essentiellen Aminosäuren, das enthaltene Protein deckt aber nicht alle essentiellen Aminosäuren ab. Die Kohlenhydrate der Bohne liegen in vom Menschen teilweise nicht abbaubaren Oligosaccharosen vor. Bohnen enthalten größere Mengen der Mineralstoffe Calcium, Kalium, Magnesium und Eisen (v. a. in der Form von Leghämoglobin) sowie der Vitamine B2, B6, C, E, Provitamin A (Betacarotin) und Folsäure. Das Vitamin C unterstützt die Aufnahme des enthaltenen Eisens.
| 100 g getrocknete weiße Bohnen enthalten durchschnittlich: |        |               |      |               |
| Brennwert                                                  | Eiweiß | Kohlenhydrate | Fett | Ballaststoffe |
| 991 kJ (227 kcal)                                          | 21 g   | 35 g          | 2 g  | 23 g          |

| 100 g getrocknete weiße Bohnen enthalten an Mineralstoffen und Vitaminen durchschnittlich: |         |         |           |          |        |        |           |           |            |            |            |          |           |
| Natrium                                                                                    | Kalium  | Calcium | Magnesium | Phosphor | Eisen  | Zink   | β-Carotin | Vitamin E | Vitamin B1 | Vitamin B2 | Vitamin B6 | Folsäure | Vitamin C |
| 4 mg                                                                                       | 1340 mg | 115 mg  | 140 mg    | 415 mg   | 6,5 mg | 2,5 mg | 400 µg    | 0,2 mg    | 0,50 mg    | 0,18 mg    | 0,43 mg    | 200 µg   | 3 mg      |

Der Verzehr von Bohnen kann zu einer stark vermehrten Gasbildung im Dickdarm und dadurch zu Blähungen führen. Der Grund hierfür ist, dass bestimmte in Bohnen enthaltene Dreifachzucker, wie zum Beispiel Raffinose, nicht vom Menschen verdaut werden können, von Darmbakterien aber sehr wohl – unter Absonderung von Faulgasen – metabolisiert werden. Dies führt zu Blähungen. Eine Möglichkeit, dieser Nebenwirkung vorzubeugen, ist, die Bohnen vor der Zubereitung zu wässern, um die fraglichen Zucker auszuwaschen. Dabei gehen aber auch Mineralstoffe und wasserlösliche Vitamine verloren. Die andere Möglichkeit besteht in der Einnahme des Enzyms α-Galactosidase A, das die Raffinose in Saccharose und Galaktose spaltet. Die Zugabe von Gewürzen wie Asant, Fenchel, Anis, Koriander, Kreuzkümmel und Kümmel führt nicht zu einer Verringerung der Menge an produziertem Gas, wirken aber entspannend auf die Darmmuskulatur, was die Blähungen für manche Erwachsene und insbesondere Kleinkinder weniger unangenehm macht.

### Krankheiten und Schädlinge
Die im Folgenden genannten Arten haben vor allem in Mitteleuropa Bedeutung im Gartenbohnen-Anbau. Die wichtigste Virenerkrankung ist das Gewöhnliche Bohnenmosaikvirus (bean common mosaic virus), das zum Absterben der befallenen Pflanzenteile und zu erheblichen Ertragseinbußen führt. Von geringerer Bedeutung sind das Gelbmosaikvirus der Gartenbohne (bean yellow mosaic virus), das Tabaknekrosevirus (tobacco necrosis virus) und das Luzernemosaikvirus (alfalfa mosaic virus).
Die bedeutendste bakterielle Krankheit ist die Fettfleckenkrankheit, verursacht durch Pseudomonas syringae pv. phaseolicola. Sie führt zu starken Ertrags- und Qualitätseinbußen. Es können alle Blätter einer Pflanze vertrocknen und vor der Blüte abfallen. Unter den pilzlichen Erregern sind die Erreger der Brennfleckenkrankheit wirtschaftlich am wichtigsten, unter ihnen Colletotrichum lindemuthianum. Sie befallen meist schon die Sämlinge und können zum Absterben der Jungpflanzen führen, zumindest den Ertrag stark reduzieren. Weitere Krankheiten sind der Bohnenbrand (Xanthomonas campestris pv. phaseoli) der Bohnenrost (Uromyces appendiculatus) und Sclerotinia sclerotiorum.
Unter den tierischen Schädlingen sind zwei von Bedeutung. Die Schwarze Bohnenblattlaus (Aphis fabae) überwintert an Euonymus europaea und befällt im Mai die Gartenbohne, wo sie in mehreren Generationen besonders im Juni und Juli in Massen auftreten kann. Die Bohnenfliege (Phorbia platura) legt ihre Eier an die Bohnensamen, von denen sich die Maden dann ernähren. Der Befall wird daher umgangssprachlich auch als Bohnenwurm bezeichnet.
Als Vorratsschädling können getrocknete Bohnen von Speisebohnenkäfern (Acanthoscelides obtectus) aus der Familie der Samenkäfer befallen werden.

## Spiele
Getrocknete Bohnen als Zählsteine gaben dem Bohnenspiel, einer Variante der weit verbreiteten Mancala-Spiele, seinen deutschsprachigen Namen.
Zum Dreikönigstag (6. Januar) wurde früher eine Bohne in den Kuchen gebacken. Wer sie fand, war der Bohnenkönig, manchmal gab es auch zusätzlich eine weiße Bohne für die Bohnenkönigin. Wenn der König trank, wurde gerufen: „Der König trinkt!“ und alle mussten mittrinken. Bei diesem Fest wurde das Bohnenlied gesungen, woher die Redewendung kommt: Das geht mir über das Bohnenlied.
Der Anbau von Bohnen ist das Hauptthema des prämierten Kartenspiels Bohnanza und seiner zahlreichen Ableger. Dabei werden nicht nur Bohnen im eigentlichen Sinne dargestellt, sondern auch metaphorisch „Bohnen“ genannte Gegenstände wie Blaue Bohnen, Kakaobohnen oder Weinbrandbohnen.